# Large Hadron Collider
Der Large Hadron Collider (LHC, deutsche Bezeichnung Großer Hadronen-Speicherring) ist ein Teilchenbeschleuniger am Europäischen Kernforschungszentrum CERN bei Genf. In Bezug auf Energie und Häufigkeit der Teilchenkollisionen ist der LHC der leistungsstärkste Teilchenbeschleuniger der Welt. An Planung und Bau waren über 10.000 Wissenschaftler und Techniker aus über 100 Ländern beteiligt, es kooperierten hunderte Universitätslehrstühle und Forschungsinstitute. Die maßgebliche Komponente ist ein Synchrotron in einem 26,7 Kilometer langen unterirdischen Ringtunnel, in dem Protonen oder Blei-Kerne gegenläufig auf nahezu Lichtgeschwindigkeit beschleunigt und zur Kollision gebracht werden. Die Experimente am LHC sind daher Colliding-Beam-Experimente.
Forschungsziele des LHC sind die Erzeugung und genaue Untersuchung bekannter und noch unbekannter Elementarteilchen und Materiezustände. Ausgangspunkt ist die Überprüfung des gegenwärtigen Standardmodells der Teilchenphysik. Besonderes Augenmerk liegt daher auf dem Higgs-Boson, dem letzten bei Betriebsbeginn noch nicht experimentell nachgewiesenen Teilchen des Standardmodells. Darüber hinaus soll der LHC der Suche nach Physik jenseits des Standardmodells dienen, um möglicherweise Antworten auf offene Fragen zu finden. In der Regel werden die Kollisionsexperimente mit Protonen durchgeführt, etwa während eines Monats pro Jahr mit Blei-Ionen. Der Collider besitzt vier Kreuzungspunkte, an denen die beschleunigten Partikel zur Kollision gebracht werden können. Dort befinden sich vier große und zwei kleinere Detektoren, diese registrieren die Spuren der bei den Kollisionen entstandenen Partikel. Durch die große erreichbare Anzahl von Kollisionen pro Sekunde (hohe Luminosität) entstehen enorme Datenmengen. Diese werden mit Hilfe einer ausgeklügelten IT-Infrastruktur vorsortiert. Nur ein kleiner Teil der Daten wird mittels eines eigens aufgebauten, weltumspannenden Computernetzwerks zur Analyse an die beteiligten Institute weitergeleitet.
In den Experimenten wurde ab 2010 ein bisher nicht erreichbarer Energiebereich erschlossen. Ein wesentliches Ergebnis der bisherigen Experimente (Stand: April 2022) ist eine außerordentlich gute Bestätigung des Standardmodells. Mehrere neue Hadronen wurden gefunden, ein Quark-Gluon-Plasma konnte erzeugt werden, und erstmals wurde beim Bs0-Meson die CP-Verletzung bei seinem Zerfall in Kaonen und Pionen beobachtet sowie sein extrem seltener Zerfall in zwei Myonen. Auch beim D0-Meson gelang der Nachweis einer CP-Verletzung. Als bislang größter Erfolg gilt der experimentelle Nachweis des Higgs-Bosons. Dies führte zur Verleihung des Nobelpreises für Physik 2013 an François Englert und Peter Higgs.

## Geschichte

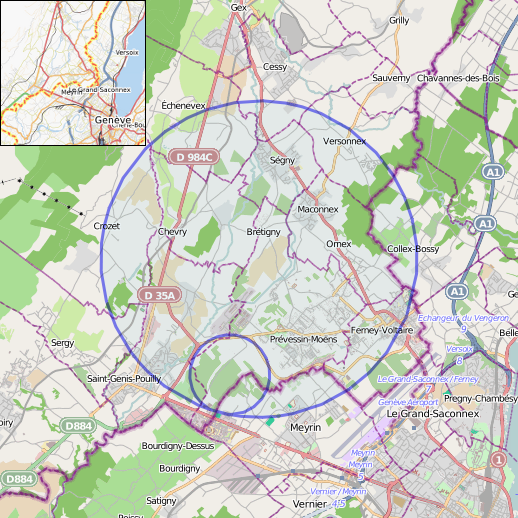
Lage und Größe des LHC mit dem kleineren Ring des SPS

Der direkte Vorläufer des LHC war der bis zum Jahr 2000 betriebene Large Electron-Positron Collider (LEP). Für ihn war in den 1980er Jahren der Ringtunnel gebaut worden, in dem sich heute der LHC befindet. Die Möglichkeit der Weiternutzung des Tunnels, die beim LEP bereits in der Konzeption berücksichtigt worden war, war für die Standortwahl des LHC ausschlaggebend. Die detaillierten Planungen für den LHC begannen schon, als der LEP noch im Bau war. Im LEP wurden Elektronen und Positronen, die zu den Leptonen zählen, zur Kollision gebracht. Im LHC hingegen kollidieren Protonen oder Atomkerne, die zu den Hadronen zählen. Daher rührt der Name Large Hadron Collider.
In einer zehnjährigen Planungs- und Vorbereitungsphase wurde geklärt, welche konkreten Fragen mit dem LHC untersucht werden sollen und ob ein Beschleuniger auf Basis von Supraleitung überhaupt technisch realisierbar ist. Am 16. Dezember 1994 gab das CERN Council schließlich grünes Licht für den Bau. Zunächst sollte die Energie, mit der die Protonen kollidieren, 10 TeV betragen und später auf 14 TeV erhöht werden. Nachdem mit Indien und Kanada auch Nichtmitgliedstaaten des CERN erklärt hatten, sich an der Finanzierung und Entwicklung des LHC und damit an seiner späteren Nutzung zu beteiligen, wurde im Dezember 1996 entschieden, auf den Zwischenschritt von 10 TeV zu verzichten und direkt 14 TeV in Angriff zu nehmen. Kooperationsabkommen mit weiteren Staaten folgten. 1997 lieferte das italienische Istituto Nazionale di Fisica Nucleare den ersten Prototyp der Dipolmagnete, ein erster erfolgreicher Test fand im Folgejahr statt. In diesem Jahr gaben auch die offiziellen schweizerischen und französischen Stellen ihre Zustimmung zu den erforderlichen Baumaßnahmen, die für die neuen Kavernen der größten Detektoren nötig waren. Der Tunnelausbau begann Ende 2000 und konnte 2003 abgeschlossen werden. Binnen eines guten Jahres wurden 40.000 Tonnen Material aus dem Tunnel entfernt.
In den Jahren 1998 bis 2008 wurden kontinuierlich Tests an einzelnen Komponenten durchgeführt und nachfolgend Aufträge zur industriellen Fertigung vergeben. Parallel dazu wurden die Detektorsysteme zusammengesetzt und die Verbindung zu bereits vorhandenen Beschleunigern wie dem SPS hergestellt. Die Bauteile kamen aus der ganzen Welt, beispielsweise wurden die Drahtkammern für den Myondetektor des ATLAS in mehr als einem halben Dutzend Staaten gefertigt. Das von Russland für den CMS-Detektor gelieferte Messing stammt aus einem Abkommen zur Rüstungskonversion. 2006 war die Fertigung aller supraleitenden Hauptmagnete abgeschlossen, im Februar 2008 waren die letzten Bauteile des ATLAS an ihrem Bestimmungsort.
Die Vorarbeiten zur Datenverarbeitung führten 2001 zum Start des European DataGrid Project. Zwei Jahre später wurde eine Bestmarke für den Datentransfer via Internet erreicht. Innerhalb einer Stunde wurde ein Datenvolumen von einem Terabyte vom CERN nach Kalifornien gesendet. Nach zwei weiteren Jahren war der Teilnehmerkreis des LHC Computing Grid bereits auf über 100 Rechenzentren in über 30 Staaten angewachsen.
Offizieller Start des Beschleunigerbetriebs am LHC war der 10. September 2008, als zum ersten Mal ein Protonenpaket den gesamten Ring umrundete. Doch ein technischer Defekt führte bereits nach neun Tagen zu einem einjährigen Stillstand: Die Schweißnaht einer supraleitenden Verbindung hielt der Belastung nicht stand und zerstörte einen Heliumtank des Kühlsystems, dessen Explosion wiederum einen der 30 Tonnen schweren Magnete um einen halben Meter verschob. Bei diesem „Quenchen“ gingen sechs Tonnen flüssigen Heliums verloren, die betroffenen Magnete erwärmten sich sehr schnell um etwa 100 K. Nach Wiederinbetriebnahme am 20. November 2009 fanden drei Tage später in den Teilchendetektoren die ersten Proton-Proton-Kollisionen statt, weitere sechs Tage später erreichte der Protonenstrahl mit 1,05 TeV die Energie des Tevatrons, des bis dahin stärksten Teilchenbeschleunigers. Während des Winters 2009/10 wurden am Teilchenbeschleuniger Verbesserungen vorgenommen, die 3,5 TeV pro Strahl, also eine Schwerpunktsenergie von 7 TeV, erlaubten. Am 30. März 2010 fanden erstmals Kollisionen mit dieser Energie statt. Alle Verantwortlichen zeigten große Zufriedenheit, so auch CERN-Generaldirektor Rolf-Dieter Heuer:

“It’s a great day to be a particle physicist. A lot of people have waited a long time for this moment, but their patience and dedication is starting to pay dividends.”

„Heute ist ein großer Tag für Teilchenphysiker. Viele Leute haben lange auf diesen Moment gewartet, doch nun beginnt sich ihre Geduld und ihr Engagement auszuzahlen.“

Die folgenden anderthalb Jahre hindurch, unterbrochen nur durch eine planmäßige Wartungspause im Winter 2010/11, konnten die Detektoren Proton-Proton-Kollisionen bei 7 TeV Schwerpunktsenergie untersuchen. Dabei wurde die ursprünglich geplante Zahl an Kollisionen dank ständig verbesserter Strahlfokussierung übertroffen. Der Betrieb im Protonenmodus wurde am 30. Oktober 2011 unterbrochen, um bis zum nächsten Wartungsstillstand im Winter 2011/12 eine kurze Phase mit Kollisionen von Bleikernen einzufügen.
Schon vor Inbetriebnahme des LHC liefen Planungen für weitere Verbesserungen nach einigen Jahren, diese Phasen wurden in Konzeptpapieren auch Super LHC (SLHC) genannt, später eher Run 2 bzw. Run 3. Ursprünglich sollte der LHC nach rund zweijährigem Betrieb Ende 2011 in eine längere Umrüstungsphase von 15 bis 18 Monaten gehen, um die bestehenden Verbindungen zwischen den Magneten auszutauschen und den Beschleuniger auf 7 TeV (Schwerpunktsenergie 14 TeV) vorzubereiten. Im Januar 2011 wurde jedoch entschieden, die Laufzeit vor der Umrüstungsphase um ein Jahr zu verlängern, bis Ende 2012. Später wurde dieser Termin auf Anfang 2013 verschoben. Der Grund für die Entscheidung war die hervorragende Leistung des Beschleunigers im ersten Betriebsjahr, sodass Anzeichen neuartiger Teilchen schon nach dreijähriger Laufzeit zu erwarten waren, was sich mit der Entdeckung eines neuen Elementarteilchens, des Higgs-Bosons, bestätigte.
Vom 5. April 2012 bis 17. Dezember 2012 wurden wieder Proton-Proton-Kollisionen untersucht. Dabei konnte die Schwerpunktsenergie auf 8 TeV gesteigert werden. Danach folgten erneut Kollisionen von Bleikernen und zusätzlich Kollisionen zwischen Bleikernen und Protonen.
Von Februar 2013 bis April 2015 befand sich der LHC in der ersten längeren Umrüstungsphase, während der der Beschleuniger für eine Kollisionsenergie von 13 TeV vorbereitet wurde. Einige der supraleitenden Magnete wurden ausgetauscht und mehr als 10.000 elektrische Verbindungen sowie die Magneten wurden besser gegen mögliche Fehler abgesichert. Die höhere Kollisionsenergie wurde am 20. Mai 2015 erstmals erreicht. Die Protonenpakete enthalten jetzt weniger Protonen als 2012, folgen jedoch im halben Abstand aufeinander. Bis Anfang November 2015 wurden Protonen, Ende November und Anfang Dezember erneut Bleikerne zur Kollision gebracht, ebenfalls mit einer höheren Energie als zuvor. Bei Proton-Proton-Kollisionen des Jahres 2016 wurde erstmals die Designluminosität und damit die geplante Kollisionsrate erreicht. In den letzten vier Betriebswochen des Jahres 2016 wurden Kollisionen von Protonen mit Bleikernen durchgeführt.
Auch im Winter 2016/17 wurde der LHC 17 Wochen lang instand gesetzt. Eine der supraleitenden Spulen wurde ausgetauscht (wofür das zur Kühlung verwendete Helium abgelassen werden musste), und auch am Vorbeschleuniger Super Proton Synchrotron gab es Umbauten. Ziel für das neue Betriebsjahr war unter anderem eine weitere Erhöhung der Luminosität. Von Mai bis November 2017 wurden wieder Daten gesammelt; dabei konnte die Kollisionsrate auf das Doppelte des Designwerts gesteigert werden. Die letzte Messkampagne lief ab 28. April 2018, wieder seit Anfang November mit Bleikernen, bevor der Beschleuniger am 10. Dezember 2018 für Umbauten zur weiteren Steigerung der Luminosität abgeschaltet wurde. Die Luminosität sollte durch die zweite große Umbaupause weiter gesteigert werden, dazu wurden auch die Vorbeschleuniger verbessert und die Kollisionsenergie auf 14 TeV gesteigert. Zudem wurden die inneren Detektoren von ALICE, CMS und LHCb ersetzt, um eine höhere Auflösung zu erhalten und um Strahlenschäden in den Detektoren zu reduzieren. Die Wiederinbetriebnahme begann im Frühjahr 2021, ab März 2021 liefen die Vorbereitungen für den „Run 3“, ab 22. April 2022 liefen wieder Protonen im Ring. Ende Oktober 2023 endete die Betriebszeit 2023, erstmals nach fünf Jahren wieder mit Schwerionenkollissionen. In der am 8. April 2025 begonnenen Betriebszeit soll erstmals auch die Kollision von Sauerstoff-Ionen erfolgen. Bevor die Betriebszeit im Dezember 2025 wieder pausiert, werden wieder Blei-Ionen untersucht.

## Aufbau, Betrieb und Funktionsweise

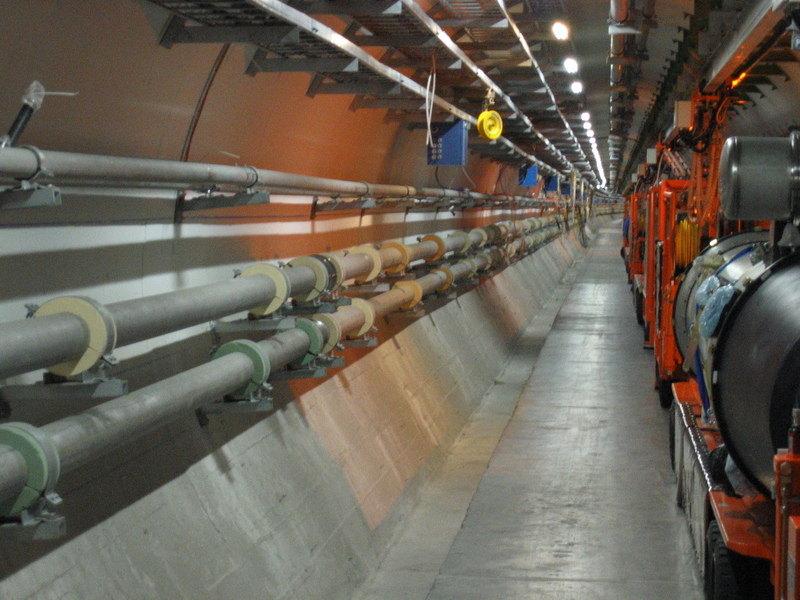
Tunnel des LHC vor Einbau der Magnete

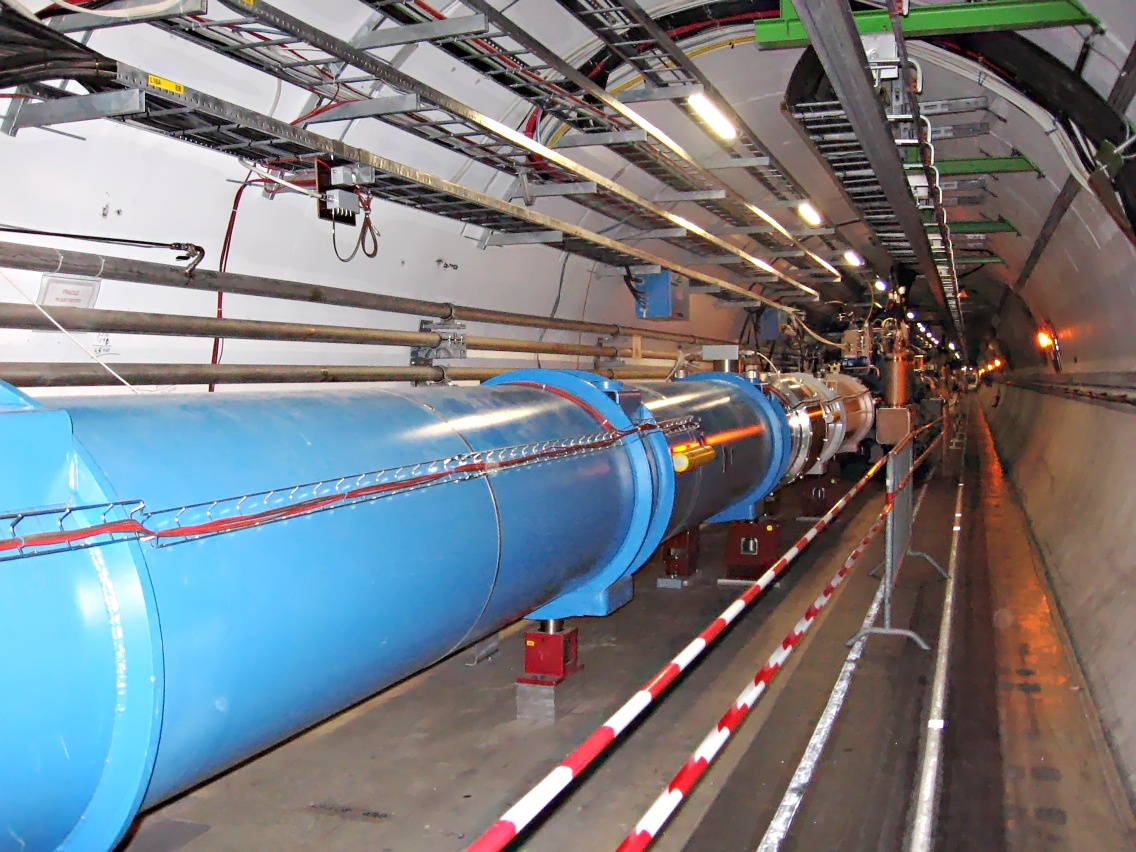
Tunnel des LHC in fertigem Zustand

Prototyp eines Dipolmagneten

### Beschleunigerring
Der LHC wurde in dem bereits vorhandenen Ringtunnel der Europäischen Kernforschungsanlage CERN errichtet, in dem zuvor der Large Electron-Positron Collider bis zu dessen Stilllegung im Jahr 2000 installiert war. Neben dem Tunnel konnten zwei Detektorkammern des LEP weiter genutzt werden, lediglich die Kammern für die Detektoren ATLAS und CMS mussten neu gebaut werden. Die Tunnelröhre hat einen Durchmesser von etwa 3,80 Metern und einen Umfang von 26,659 Kilometern und liegt, mit einer leichten Neigung von 1,4 %, in 50 bis 175 Metern Tiefe. Der Beschleunigerring ist nicht exakt kreisförmig, sondern besteht aus acht Kreisbögen und acht geraden Abschnitten. Die größten Experimentiereinrichtungen und die Vorbeschleuniger befinden sich in Meyrin in der französischsprachigen Schweiz, der Kontrollstand befindet sich in Frankreich. Große Teile der Beschleunigerringe und einige unterirdische Experimentierplätze befinden sich auf französischem Staatsgebiet.
Der LHC-Tunnel enthält zwei benachbarte Strahlrohre, in denen zwei Hadronenstrahlen in entgegengesetzter Richtung umlaufen. Aus Platzgründen mussten beide Strahlrohre in einer gemeinsamen Röhre mit den Magneten und den Kühleinrichtungen untergebracht werden. Um Kollisionen der Teilchen zu ermöglichen, kreuzen sich die Strahlrohre an vier Punkten des Rings. Beim Vorgänger, dem LEP, geschah dies noch an acht Stellen. In den Strahlrohren herrscht ein Ultrahochvakuum, damit möglichst selten ein beschleunigtes Teilchen mit einem Gasmolekül der Restluft zusammenstößt. Dazu sind entlang des Rings 178 Turbomolekularpumpen und 780 Ionengetterpumpen installiert. Der Restdruck des Vakuums liegt bei 10−14 bis 10−13 bar (1 bis 10 nPa), das entspricht etwa dem messbaren Atmosphärendruck auf dem Mond. Auch die Magnete und die Helium-Versorgungsleitungen sind von einem Vakuum zur Isolation umgeben, um den Wärmefluss möglichst klein zu halten. Das Isoliervakuum der Magnete hat ein Volumen von etwa 9.000 Kubikmetern.
Der limitierende Faktor für die erreichbare Energie ist die Feldstärke der Magnete, die für die Ablenkung sorgen. Um weniger starke Richtungsänderungen bewirken zu müssen, wären weniger gerade Sektionen und stattdessen längere, schwächer gekrümmte Bogensektionen im Ring besser gewesen. Aus Kostengründen wurde jedoch auf einen Tunnelumbau verzichtet. Die hochenergetischen Teilchen werden im LHC durch 1232 supraleitende Dipolmagnete aus Niob und Titan auf ihrer Bahn gehalten, die mittels Stromstärken von 11.850 Ampere eine magnetische Flussdichte von bis zu 8,33 Tesla erzeugen. Die Stärke des Magnetfeldes in den Dipolen und die Frequenz des elektrischen Feldes in den beschleunigenden Hohlraumresonatoren werden ständig der steigenden Energie der Teilchen angepasst. Um die Teilchenstrahlen fokussiert zu halten und um die Kollisionsrate bei der Kreuzung der beiden Strahlen zu erhöhen, kommen 392 ebenfalls supraleitende Quadrupolmagnete zum Einsatz. Die Magnete werden in zwei Schritten auf ihre Betriebstemperatur von 1,9 Kelvin (−271,25 °C) heruntergekühlt, nahe dem absoluten Nullpunkt. Im ersten Schritt werden sie mit 10.080 Tonnen flüssigem Stickstoff auf 80 K (−193,2 °C) vorgekühlt, im zweiten Schritt mittels 100 Tonnen flüssigen Heliums auf ihre Endtemperatur gebracht. Um die Magnete auf ihrer Betriebstemperatur zu halten, sind sie ständig von etwa 60 Tonnen flüssigem Helium im suprafluiden Zustand umgeben. In diesem Zustand hat Helium eine besonders gute Wärmeleitfähigkeit. Insgesamt werden am LHC 140 Tonnen Helium für Kühlzwecke bevorratet. Der LHC ist daher der größte Kryostat, der bis jetzt gebaut wurde (Stand: 2018).
Beim Betrieb der Beschleunigeranlage müssen neben den Gezeitenkräften, die den Umfang des Rings um etwa 1 mm verändern, der Wasserstand des Genfer Sees und andere Störeinflüsse von außen berücksichtigt werden.

#### Protonenmodus
Für den Protonenmodus im LHC war eine Schwerpunktsenergie von 14 TeV vorgesehen; dies entspricht 99,9999991 % der Lichtgeschwindigkeit. Bisher wurden 13,6 TeV erreicht. Um solche Energien zu erreichen, werden die Protonen nacheinander durch eine Reihe von Systemen beschleunigt. Zuerst werden negative Wasserstoffionen in einem Linearbeschleuniger auf eine Energie von 160 MeV gebracht. Anschließend werden die Elektronen entfernt, und die Protonen werden mittels der bereits vor dem Bau des LHC existierenden Ringe des Proton Synchrotron Booster, des Proton Synchrotron und des Super Proton Synchrotron auf 450 GeV beschleunigt, bis sie schließlich in den Hauptring des LHC eingefädelt werden und dort ihre angestrebte Energie erreichen. Die Beschleunigung der Protonen erfolgt nach dem Synchrotronprinzip durch ein hochfrequentes elektrisches Wechselfeld und dauert etwa 20 Minuten.
Die Protonen werden in den Strahlröhren zu Paketen gebündelt. Die Länge dieser Pakete beträgt einige Zentimeter, der Durchmesser etwa 1 mm. In der Nähe der Kollisionszone wird der Strahl auf eine Breite von etwa 16 μm komprimiert. Jedes Paket enthält über 100 Milliarden Protonen. Im Vollbetrieb soll der LHC mit etwa 2800 Paketen gefüllt werden, die mit einer Frequenz von 11 kHz umlaufen, also 11.000-mal pro Sekunde. Im normalen Betrieb bleibt ein Protonenpaket bis zu einem Tag in der Strahlröhre.
Beim Kreuzen der Strahlen durchdrangen sich in der Kollisionszone bis zur Umrüstung 2013 bis 2014 alle 50 Nanosekunden zwei Protonenpakete. Seit 2015 ist der Abstand zwischen den Kollisionen nur noch 25 Nanosekunden. Beim regulären Betrieb treffen etwa je 20 bis 40 Protonen beider Pakete tatsächlich aufeinander, das sind dann bis zu 800 Millionen Kollisionen pro Sekunde. Die Design-Luminosität von 1034 cm−2s−1 wurde erstmals im Juni 2016 erreicht, im Laufe des Jahres 2017 konnte die Kollisionsrate verdoppelt werden.

#### Bleimodus
Zur Herstellung eines Strahls von Blei-Atomkernen wird zunächst isotopenreines Blei (208Pb) in einem Mikroofen erhitzt und der entstehende Bleidampf in einer Electron-Cyclotron-Resonance Ionenquelle (ECRIS) ionisiert. Unter den unterschiedlichen erzeugten Ladungszuständen werden die am häufigsten auftretenden 208Pb29+-Ionen ausgewählt und auf 4,2 MeV pro Nukleon beschleunigt. Danach dient eine Kohlenstoff-Folie als „Stripper“, das heißt, beim Durchgang durch die Folie verlieren die Blei-Ionen weitere Elektronen. Die meisten verlieren 25 Elektronen und liegen jetzt als Pb54+-Ionen vor. Diese Blei-Ionen werden im Low Energy Ion Ring (LEIR) auf 72 MeV pro Nukleon beschleunigt, nachfolgend im Proton Synchrotron (PS) auf 5,9 GeV pro Nukleon. Beim Flug durch eine zweite Stripperfolie verlieren die Bleikerne alle noch verbliebenen Elektronen, es handelt sich nun um vollständig ionisiertes Pb82+. Schließlich werden diese Kerne im Super Proton Synchrotron (SPS) auf 117 GeV pro Nukleon beschleunigt und in den LHC eingespeist, der sie auf 2,76 TeV pro Nukleon bringt. Insgesamt findet die Kollision der Bleikerne – mit je 208 Nukleonen – somit bei einer Schwerpunktsenergie von 1148 TeV (0,2 mJ) statt, das entspricht etwa der Bewegungsenergie einer Fliege im Flug.

#### LHC im Vergleich zu LEP und Tevatron
Im Tevatron, dem anderen großen Ringbeschleuniger mit gegenläufigen Strahlen, liefen Teilchen mit entgegengesetzten Ladungen in entgegengesetzter Richtung in den beiden Strahlrohren um. Nach demselben Prinzip arbeitete der LHC-Vorgänger LEP. Alle Teilchen bewegen sich auf ihrer Bahn durch ein gleich gerichtetes Magnetfeld. Durch die relativistische Lorentzkraft erfahren sie die erforderliche Ablenkung nach innen und werden so auf ihrer ringförmigen Bahn gehalten. Beim LHC tragen die gegenläufigen Protonen bzw. Bleiionen jedoch die gleiche Ladung. In den beiden Strahlrohren muss daher das Magnetfeld in entgegengesetzte Richtungen zeigen, um alle Teilchen nach innen abzulenken. Nach dem Konzept von John Blewett (1971) wird dies durch ein etwa ringförmiges Magnetfeld erreicht, welches das eine Strahlrohr von oben nach unten und das andere von unten nach oben durchdringt.
Während im LEP Elektronen und Positronen, also die Antiteilchen zueinander, zur Kollision gebracht wurden, werden am LHC je nach Betriebsmodus Protonen oder Bleikerne beschleunigt und zur Kollision gebracht. Aufgrund der wesentlich größeren Masse der Hadronen verlieren sie weniger Energie durch Synchrotronstrahlung und können so eine weitaus größere Energie erreichen. Die im Vergleich zu den vorherigen Experimenten höhere Schwerpunktsenergie ermöglicht die Erforschung neuer Energiebereiche. Durch die Entscheidung für Protonen statt Antiprotonen im zweiten Strahl, wie etwa am Tevatron, konnte darüber hinaus eine höhere Luminosität erreicht werden. Die hohe Teilchendichte an den Wechselwirkungspunkten führt zu den erwünschten hohen Ereignisraten in den Teilchendetektoren und ermöglicht es, größere Datenmengen in kürzerer Zeit zu sammeln.

#### Sicherheitsmaßnahmen
Die Gesamtenergie der in den Tunneln umlaufenden Strahlen liegt im Protonenmodus bei bis zu 500 Megajoule, geplant ist eine Erhöhung auf 600 MJ. Dies entspricht der kinetischen Energie zweier mit 150 km/h fahrenden ICE und würde genügen, um etwa eine halbe Tonne Kupfer zu schmelzen. Im Falle eines unkontrollierten Strahlverlustes würde die Beschleunigeranlage stark beschädigt werden. Lyn Evans, ab 1994 der Projektleiter des LHC, spricht von einer Energiemenge, wie sie in 80 kg TNT enthalten ist. Die Anlage ist deshalb so ausgelegt, dass innerhalb von drei Umläufen, also weniger als 300 Mikrosekunden, ein instabil werdender Strahl registriert und durch besondere Magnete in einen speziellen Seitenarm des Tunnels ausgeleitet wird. Dort befindet sich ein besonderer Strahlstopper, der aus einer Reihe von Graphitplatten unterschiedlicher Dichte aufgebaut ist und den Strahl abfangen kann. Die in den Dipolmagneten gespeicherte Energie ist mit 11 GJ noch wesentlich höher. Der Strom in den Magnetspulen wird bei Bedarf durch zugeschaltete Widerstände geleitet und die Energie in Wärme umgewandelt. Die Beschädigungen bei dem Unfall, der 2008 beim Start des Beschleunigerbetriebs auftrat (siehe Abschnitt Geschichte), rührten von dieser in den Magneten gespeicherten Energie her.
Sowohl der Teilchenstrahl auf seiner gekrümmten Bahn als auch die Kollisionen erzeugen unvermeidbar Strahlung. Der Aufenthalt im Tunnel und den Kavernen der Detektoren ist während der Strahlzeiten nicht möglich. Wartungsarbeiten werden durch aktive und passive Strahlenschutzmaßnahmen begleitet. Das Erdreich über dem Tunnel hält die Streustrahlung während des Betriebs und die Restradioaktivität wirksam zurück. Die Luft aus dem Beschleunigertunnel wird gefiltert mit dem Ziel, die freigesetzte Radioaktivität für die Anlieger stets unter dem Wert von 10 μSv pro Jahr zu halten.

### Detektoren

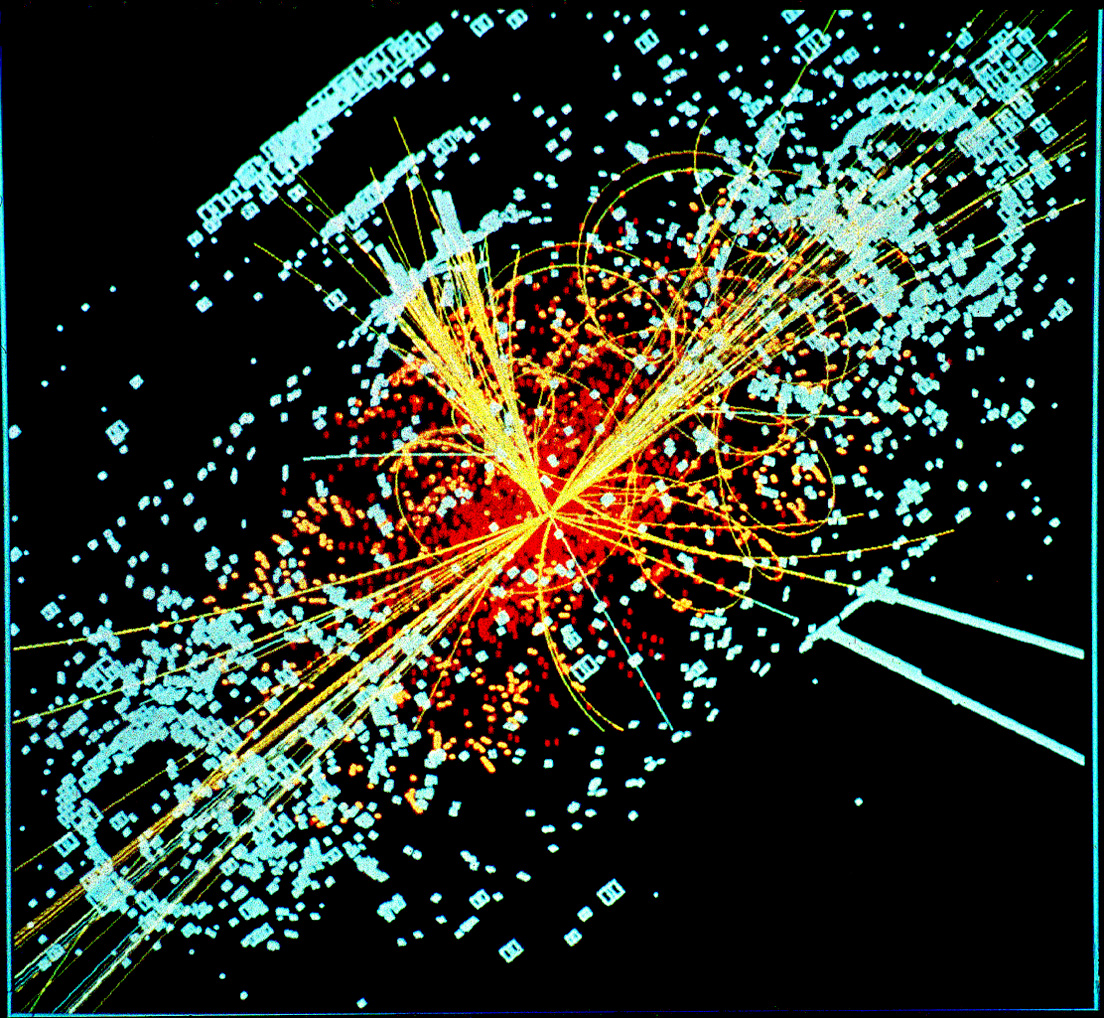
Simulierte Detektion von Teilchen nach Protonenkollision im CMS-Detektor

Die Kollision der Protonen durch Kreuzung der beiden Protonenstrahlen erfolgt in vier unterirdischen Kammern entlang des Beschleunigerrings. In den Kammern befinden sich die vier großen Teilchendetektoren ATLAS, CMS, LHCb und ALICE. Die Detektoren TOTEM und LHCf sind sehr viel kleiner und befinden sich in den Kammern des CMS- beziehungsweise ATLAS-Experimentes. Sie untersuchen nur Teilchen, die einander bei den Kollisionen streifen statt aufeinander zu prallen. Daneben sind noch weitere spezielle Experimente mit dazugehörigen Detektoreinheiten geplant, wie zum Beispiel MoEDAL für die Suche nach magnetischen Monopolen sowie Relikten mikroskopischer Schwarzer Löcher und supersymmetrischer Teilchen. Der Detektor FASER sucht nach langlebigen hypothetischen Teilchen, zum Beispiel dunklen Photonen, und misst Neutrinowechselwirkungen bei hohen Energien.
Die Zielrichtung der vier großen Detektorsysteme lässt sich vereinfacht folgendermaßen zusammenfassen:
| Detektor | Beschreibung |
| -------- | --- |
| ATLAS    | Suche nach dem Higgs-Boson, Supersymmetrie und nach etwaigen Substrukturen der Leptonen und Quarks, Studium der Kollisionen schwerer Ionen. Am ATLAS-Experiment nehmen ungefähr 6000 Personen aus 243 Instituten weltweit teil.                          |
| CMS      | Suche nach dem Higgs-Boson, Supersymmetrie und nach etwaigen Substrukturen der Leptonen und Quarks, Studium der Kollisionen schwerer Ionen. Die CMS-Gruppe umfasst etwa 3500 Personen aus 200 wissenschaftlichen Instituten.                             |
| ALICE    | Untersuchung des extrem dichten und energiereichen Quark-Gluon-Plasmas, dem Materiezustand unmittelbar nach dem Urknall. Über 1000 Mitarbeiter. |
| LHCb     | Unter anderem spezialisiert auf die Untersuchung von Zerfällen von Hadronen, die ein bottom- oder charm-Quark enthalten, Präzisionsmessungen zur CP-Verletzung oder zu seltenen Zerfällen als sensitive Tests des Standardmodells. Etwa 800 Mitarbeiter. |

Die komplexe innere Struktur der Protonen führt dazu, dass bei Kollisionen oft viele verschiedene Teilchen entstehen. Dies führt zu hohen Anforderungen an die Detektorsysteme, die diese Teilchen und ihre Eigenschaften möglichst vollständig erfassen sollen. Da die entstehenden Teilchen sehr vielfältig in ihren Eigenschaften sind, werden verschiedene Detektorkomponenten benötigt, die spezifisch für bestimmte Fragestellungen geeignet sind. Eine Ausnahme bilden lediglich die entstehenden Neutrinos, die nicht direkt detektiert werden können. Dabei ist die Bestimmung des Ursprungsortes der jeweiligen Kollisionsprodukte von entscheidender Bedeutung: Dieser muss nicht mit dem Kollisionspunkt der Protonen übereinstimmen, da ein Teil der kurzlebigen Produkte noch während des Fluges durch den Detektor zerfällt.
Der Grundaufbau der Detektoren besteht aus einer Aneinanderreihung verschiedener Detektorenteile unterschiedlicher Bauart und Wirkungsprinzipien, die nach dem Zwiebelschalenprinzip den Kollisionspunkt möglichst vollständig umgeben. Starke Magnetfelder supraleitender Magnete sorgen für eine Ablenkung der geladenen Teilchen. Aus der Bahnkrümmung lassen sich spezifische Ladung und Impuls geladener Teilchen bestimmen. Die innerste Schicht ist der sogenannte Spurdetektor, ein Halbleiterdetektor mit feiner Ortsauflösung. Ihn umgeben ein elektromagnetisches und ein hadronisches Kalorimeter und ein Spektrometer für Myonen.

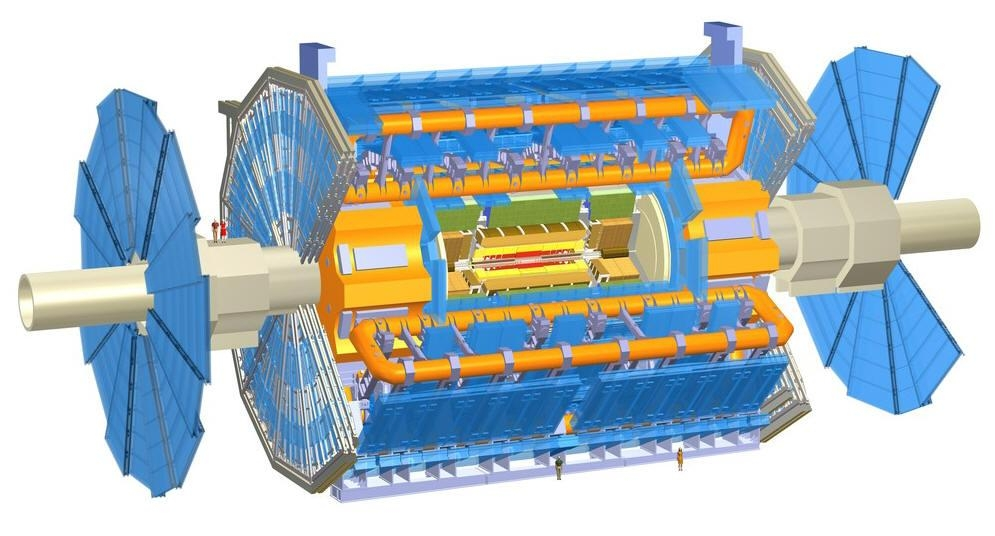
Der ATLAS-Detektor mit 45 m Länge und 22 m Durchmesser

Die Bleikerne werden hauptsächlich im ALICE-Detektor zur Kollision gebracht, der eigens für die Messung dieser Kollisionen gebaut wurde. In geringerem Umfang untersuchen auch ATLAS und CMS solche Schwerionen-Kollisionen. Darüber hinaus können Bleikerne mit Protonen zur Kollision gebracht werden, was von allen vier großen Detektoren untersucht wird.

### Datenanalyse
Die Datenmenge, die im Betrieb durch aufgezeichnete Detektorsignale oder Computersimulationen anfällt, wird auf 30 Petabyte pro Jahr geschätzt. Sie wäre wesentlich größer, wenn nicht ausgeklügelte Trigger auf Hard- und Softwareebene einen Großteil der Messsignale bereits vor der Verarbeitung oder dauerhaften Speicherung verwürfen. Allein die Datenmenge des CMS-Detektors ist mit der einer 70-Megapixel-Kamera vergleichbar, die 40 Millionen Bilder pro Sekunde macht. Ohne Trigger wären solche Datenmengen mit aktueller Technik nicht beherrschbar. So werden am ATLAS-Detektor in der ersten Triggerstufe von den Daten der 40 Millionen Strahlkreuzungen pro Sekunde etwa 75.000 ausgewählt. Von diesen passieren weniger als 1000 die zweite Triggerstufe, und nur diese Ereignisse werden vollständig analysiert. Letzten Endes werden etwa 200 Ereignisse pro Sekunde dauerhaft gespeichert.

„Die Datenflut in den Detektoren wird während der Kollisionen so gewaltig sein, dass sie den Informationsfluss in allen Kommunikationsnetzen der Welt zusammengenommen übertrifft. Kein Datenspeicher existiert, der sie aufnehmen könnte, weshalb die Rechner den digitalen Tsunami schon in den ersten Nanosekunden sichten und 99,9 Prozent davon aussortieren müssen und zwar nach Kriterien, die auf gerade jenen Theorien beruhen, die der LHC eigentlich prüfen soll. Nicht ausgeschlossen, dass die Supermaschine die wirklich revolutionären Daten einfach löscht.“

Um diese reduzierte Datenmenge zu verarbeiten, ist die benötigte Rechnerleistung immer noch so groß, dass dafür etwa 170 weltweit verteilte Computercluster verwendet werden. Diese sind zu einem Computernetzwerk verbunden, dem LHC Computing Grid.
Für die Simulation der Teilchenbahnen im Beschleunigerring werden im LHC@Home-Projekt Computerbesitzer eingebunden, die nach dem Prinzip des verteilten Rechnens die Rechenleistung ihres Privatcomputers zur Verfügung stellen.

### Stromversorgung
Haupteinspeisepunkt für die Versorgung des CERN mit elektrischer Energie ist das 400-kV-Umspannwerk Prevessin, das über eine kurze Stichleitung mit dem 400-kV-Umspannwerk Bois-Toillot in Verbindung steht. Eine weitere Einspeisung erfolgt mit 130 kV in der Station Meyrin. Von diesen Einspeisepunkten führen 66-kV- und 18-kV-Erdkabel zu den größeren Umspannpunkten, wo eine Umspannung auf die Betriebsspannung der Endgeräte (18 kV, 3,3 kV und 400 V) erfolgt. Für den Fall eines Stromausfalls sind in den Experimentierstationen Notstromaggregate mit Leistungen von 275 kVA und 750 kVA installiert, für besonders empfindliche Geräte ist eine unterbrechungsfreie Stromversorgung gewährleistet.
Der Speicherring benötigt eine elektrische Leistung von 120 MW. Zusammen mit dem Kühlsystem und den Experimenten ergibt sich ein Leistungsbedarf von etwa 170 MW. Wegen der höheren Stromkosten wird der LHC im Winter teilweise abgeschaltet, wodurch sich die benötigte Leistung dann auf 35 MW reduziert. Der maximale Jahresenergieverbrauch des LHC wird mit 700–800 GWh angegeben. Zum Vergleich: Das sind knapp 10 % des Verbrauchs des Kantons Genf. Dabei ist der Energieverbrauch beim LHC durch den Einsatz supraleitender Magnete geringer als bei Vorgängerexperimenten wie dem LEP.

### Kosten
Die unmittelbaren Kosten für das LHC-Projekt, ohne die Detektoren, belaufen sich auf etwa 3 Milliarden Euro. Bei der Bewilligung der Konstruktion im Jahr 1995 wurde ein Budget von 2,6 Milliarden Schweizer Franken (damals entsprechend 1,6 Milliarden Euro) für den Bau des LHC und der unterirdischen Hallen für die Detektoren veranschlagt. Doch bereits 2001 wurden zusätzliche Kosten von 480 Millionen Schweizer Franken (etwa 300 Millionen Euro) für den Beschleuniger veranschlagt, wovon allein 180 Millionen Schweizer Franken (120 Millionen Euro) auf die supraleitenden Magnete entfielen. Weitere Kostensteigerungen entstanden durch technische Schwierigkeiten beim Bau der unterirdischen Halle für das Compact Muon Solenoid, teilweise aufgrund defekter Teile, die von den Partnerlaboratorien Argonne National Laboratory, Fermilab und KEK zur Verfügung gestellt worden waren.
Bei der ersten längeren Umrüstungsphase (Februar 2013 bis April 2015) entstanden für Arbeiten direkt am LHC Kosten in Höhe von etwa 100 Millionen Schweizer Franken.

### Befürchtungen vor der Inbetriebnahme 2008
In der Physik jenseits des Standardmodells existieren theoretische Modelle, nach denen es möglich ist, dass am LHC mikroskopische Schwarze Löcher oder seltsame Materie erzeugt werden könnten. Vereinzelt gibt es Warnungen, der LHC könnte die Erde zerstören. Eine Gruppe um den Biochemiker Otto Rössler reichte beim Europäischen Gerichtshof für Menschenrechte eine Klage gegen die Inbetriebnahme des LHC ein. Der damit verbundene Eilantrag wurde im August 2008 vom Gericht abgewiesen. Das deutsche Bundesverfassungsgericht lehnte die Annahme einer Verfassungsbeschwerde im Februar 2010 wegen fehlender grundsätzlicher Bedeutung und mangelnder Aussicht auf Erfolg ab. Fachwissenschaftler stellten wiederholt fest, dass vom LHC und anderen Teilchenbeschleunigern keine Gefahren ausgehen. Die tragenden Argumente sind, dass erstens die theoretisch möglichen, mikroskopischen Schwarzen Löcher unmittelbar zerstrahlen würden, anstatt wie befürchtet immer mehr Masse bzw. Energie aus der Umgebung aufzunehmen, und dass zweitens die natürliche kosmische Strahlung ständig mit noch höherer Energie als im LHC auf die Erdatmosphäre und auf andere Himmelskörper trifft, ohne dabei Katastrophen zu verursachen.

## Forschungsziele und bisherige Ergebnisse

### Grundlagenforschung
Die Wissenschaftler erhoffen sich von den Experimenten am LHC die Beantwortung fundamentaler Fragen zu den Grundkräften der Natur, der Struktur von Raum und Zeit sowie dem Zusammenhang zwischen Quantenphysik und Relativitätstheorie. Die Experimente am LHC werden entweder das Standardmodell der Elementarteilchenphysik bestätigen oder aber aufzeigen, dass Korrekturen am physikalischen Weltbild nötig sind.
Die hohe Kollisionsenergie des LHC hat zur Folge, dass nicht die Protonen als Ganzes, sondern deren einzelne Bestandteile, Quarks und Gluonen, unabhängig voneinander kollidieren. In den meisten Fällen ist von jedem der beiden Protonen jeweils nur ein einziges Quark oder Gluon am Stoß beteiligt. Zwar hat die Energie der Protonen vor der Kollision einen exakt definierten Wert, doch können Energie und Impuls einzelner Quarks oder Gluonen entsprechend der Parton-Verteilungsfunktionen in einem großen Bereich variieren, sodass die Kollisionsenergie der beiden eigentlich relevanten Stoßpartner nicht genau festgelegt werden kann. Aufgrund dessen ist es einerseits möglich, trotz konstanter Energie der Protonen in einem großen Energiebereich nach neu erzeugten Teilchen zu suchen, weshalb der LHC als eine „Entdeckungsmaschine“ bezeichnet wird. Andererseits wird die Möglichkeit eingeschränkt, bestimmte Eigenschaften dieser neuen Teilchen präzise zu vermessen. Aus diesem Grund wird bereits über einen Nachfolger des LHC nachgedacht. Im International Linear Collider sollen dann, wie vormals bereits im LEP, abermals Elektronen und Positronen zur Kollision gebracht werden. Deren Energie ist exakt einstellbar und im Gegensatz zu Protonen haben sie keine – zumindest keine bekannte – Substruktur.

### Das Higgs-Boson

Feynman-Diagramm der Vektorbosonfusion, eines prominenten Prozesses zur Erzeugung von Higgs-Bosonen

Eine der Hauptaufgaben des LHC war die Suche nach dem Higgs-Boson, dem letzten noch nicht endgültig nachgewiesenen Teilchen des Standardmodells der Teilchenphysik. Am 4. Juli 2012 berichteten die Forschergruppen an den Detektoren ATLAS und CMS, dass sie ein neues Boson gefunden haben, weitere Messungen bestätigten, dass sich das Teilchen wie vom Higgs-Boson erwartet verhält. Das Higgs-Boson bestätigt Theorien, mittels der die Massen der Elementarteilchen in das Standardmodell beziehungsweise in die Glashow-Weinberg-Salam-Theorie der elektroschwachen Wechselwirkung eingeführt werden. Anders gesagt bestätigt das Higgs-Boson die Existenz des sogenannten Higgs-Feldes und des zugrunde liegenden Higgs-Mechanismus; dieses Feld ist im Universum allgegenwärtig und führt durch Wechselwirkung mit den Elementarteilchen zu deren Masse.
Für die schon 1964 veröffentlichte zugehörige Theorie wurde François Englert und Peter Higgs 2013 der Nobelpreis für Physik verliehen.

### Quark-Gluon-Plasma
Der im Vergleich zu Protonenkollisionen seltener angewandte Betriebsmodus der Kollision von Bleikernen dient dazu, kurzzeitig ein sehr hochenergetisches Plasma quasifreier Quarks und Gluonen zu erzeugen, ein sogenanntes Quark-Gluon-Plasma. Am Detektor ALICE werden auf diese Weise die Bedingungen nachgebildet und untersucht, die gemäß dem Urknallmodell kurz nach dem Urknall geherrscht haben.

### Präzisierung von Standardmodellparametern
Im Vergleich zu früheren Beschleunigern verfügt der LHC über einen höheren Energiebereich sowie über eine höhere Datenrate. Somit ist er geeignet, die Eigenschaften bereits nachgewiesener Elementarteilchen des Standardmodells genauer zu bestimmen als dies in Vorgängerexperimenten möglich war. So konnte am Vorgängerexperiment Tevatron das schwerste der bisher bekannten Elementarteilchen, das Top-Quark, zwar nachgewiesen, seine Eigenschaften aber aufgrund der geringen Anzahl der produzierten Teilchen und der daraus resultierenden schlechten Statistik nur sehr ungenau bestimmt werden. Am LHC dagegen werden Top-Quarks in großer Anzahl erzeugt, was ein genaueres Studium der Eigenschaften dieses Teilchens ermöglicht. Er ist damit die erste sogenannte „t-Fabrik“. Darüber hinaus wurden am LHC mehrere neue Hadronen gefunden, beispielsweise das χb(3P)-Meson oder das Ξcc-Baryon.
Ein weiteres wichtiges Forschungsfeld ist die Materie-Antimaterie-Asymmetrie im Universum, die von den gängigen Urknalltheorien nicht erklärt wird. Unter Asymmetrie wird die Tatsache verstanden, dass das sichtbare Universum ausschließlich aus Materie und nicht zu gleichen Teilen aus Materie und Antimaterie aufgebaut ist. Das Studium der B-Physik, schwerpunktmäßig am LHCb-Experiment, soll helfen, die CKM-Matrix genauer zu vermessen. Diese Matrix enthält einen CP-verletzenden Anteil, der einen wichtigen Baustein für die Erklärung der Materie-Antimaterie-Asymmetrie darstellt. Die Größe der durch das Standardmodell vorhergesagten CP-Verletzung kann jedoch die beobachtete Asymmetrie nicht erklären, sodass die Messungen auch dazu dienen, nach Abweichungen vom Standardmodell zu suchen. Dabei konnte die LHCb-Kollaboration erstmals CP-Verletzung bei Bs-Mesonen nachweisen.
Zu den Tests des Standardmodells zählt zudem die Erforschung des seltenen Zerfalls des Bs0-Mesons in zwei Myonen, der erstmals am LHC beobachtet wurde. Die Vorhersage, dass etwa drei von einer Milliarde Bs0-Mesonen auf genau diese Weise zerfallen, wurde im LHCb-Detektor und danach von CMS bestätigt. Ganz ohne diesen Zerfall wäre ein solches Messergebnis ansonsten lediglich mit einer Wahrscheinlichkeit von unter 0,001 % möglich.

### Physik jenseits des Standardmodells

Prozess in einem supersymmetrischen Modell: Ein Gluon g und ein Down-Quark wandeln sich in ihre jeweiligen Superpartner um. Diese zerfallen in die leichtesten Superpartner, die durch fehlenden Gesamtimpuls indirekt registriert werden können.

Über die Überprüfung des Standardmodells und die genauere Vermessung seiner Parameter hinaus wird am LHC intensiv nach Hinweisen für Physik jenseits des Standardmodells (englisch Physics beyond the Standard Model) gesucht. Der mit Abstand größte Aufwand wird dabei für das Auffinden von Hinweisen auf Supersymmetrie betrieben. Da die supersymmetrische Erweiterung des Standardmodells sehr komplex ist, werden am LHC hauptsächlich bestimmte supersymmetrische Modelle getestet, wie etwa das minimale supersymmetrische Standardmodell (MSSM). Einige in diesen Modellen neu auftauchende Teilchen, beispielsweise das leichteste supersymmetrische Teilchen, stellen eine mögliche teilchenphysikalische Erklärung für die in der Astrophysik postulierte Dunkle Materie dar. Des Weiteren ist Supersymmetrie Bestandteil der meisten Modelle, welche die drei Wechselwirkungen des Standardmodells vereinigen – sogenannte große vereinheitlichte Theorien. Zudem ist sie notwendig für die Superstringtheorie. In Fachkreisen wird angenommen, dass viele Superpartner eine Masse im Bereich von ungefähr 100 GeV bis 1 TeV haben und somit prinzipiell am LHC erzeugt und vermessen werden können. Ein typisches Signal für Supersymmetrie wäre die Erzeugung elektrisch neutraler Superpartner. Diese möglichen Teilchen Dunkler Materie können vom Detektor zwar nicht direkt registriert werden, machen sich jedoch bei der Rekonstruktion des gesamten Kollisionsprozesses über spezielle Zerfallssignaturen mit hohem fehlendem Impuls bemerkbar. Viele der getesteten Modellvarianten gelten auf Grund der Ergebnisse der LHC-Experimente bereits als ausgeschlossen. Auch die aktuellsten Suchen nach supersymmetrischen Teilchen (Stand 05/2019) waren erfolglos.
Ein weiteres Forschungsobjekt innerhalb der Physik jenseits des Standardmodells sind aufgrund ihrer geringen Größe bislang unentdeckte Raumdimensionen. Diese Extradimensionen könnten sich bemerkbar machen durch verstärkte Wechselwirkung mit Gravitonen, durch den Nachweis von Kaluza-Klein-Teilchen oder durch die Erzeugung kurzlebiger mikroskopischer Schwarzer Löcher.

## Zukunft
Ende 2025 soll eine gut drei Jahre dauernde Umrüstphase erfolgen („Long shutdown 3“). Die genaue Umsetzung der Verbesserungen wird auch von den bis dahin gemachten Entdeckungen abhängen. Es ist geplant, den Beschleuniger und die Experimente auf eine noch höhere Luminosität vorzubereiten (High Luminosity LHC, HL-LHC). Dies soll voraussichtlich bis Anfang 2029 geschehen. Dazu muss die Anzahl der umlaufenden Teilchen weiter gesteigert werden. Zudem werden neue Quadrupole eingesetzt, um den Teilchenstrahl besser zu fokussieren. Außerdem sind spezielle Kavitäten, sogenannte Crab Cavities, geplant, die die länglichen Teilchenpakete kurz vor dem Interaktionspunkt so drehen, dass sie möglichst zentral kollidieren und einander somit besser durchdringen.
Für die fernere Zukunft gibt es mehrere Ideen, wie der Beschleuniger weiter genutzt werden kann. Ein Konzept sieht die Umrüstung des LHC auf noch höhere Energien vor (High Energy LHC). Dazu wäre es erforderlich, die Feldstärke sämtlicher Dipolmagnete von gegenwärtig 8,3 Tesla auf 20 Tesla zu erhöhen und neuartige Quadrupole einzusetzen, wodurch Energien von 16,5 TeV (Schwerpunktsenergie 33 TeV) erreicht werden könnten. Darunter würde dann allerdings die Luminosität leiden, da nur noch halb so viele Teilchenpakete beschleunigt werden könnten. Auch die Umrüstung zu einem Hadron-Electron-Collider (LHeC) wäre möglich. Eine weitere Option für die fernere Zukunft ist, den LHC als Vorbeschleuniger für einen Future Circular Collider zu nutzen, der in etwa 150 m–300 m Tiefe verlaufen würde und einen Umfang von ca. 100 km haben soll. 2026 sollen dazu weitere Beschlüsse fallen, der Bau soll im 21. Jahrhundert abgeschlossen werden.